# Ворітна вена
Ворі́тна вена (лат. vena portae) у людини та тварин — венозний стовбур, по якому кров від шлунка, селезінки, кишки (окрім нижньої третини прямої кишки у людей) і підшлункової залози проходить у печінку. Назва походить від «воріт» печінки (porta hepatis), куди вона впадає. Розміри: довжина — 6-8 см, ширина — 1-1,5 см.
Ворітну вену формує зливання верхньої брижової (v. mesenterica superior), нижньої брижової (v. mesenterica inferior) і селезінкової (v. splenica) вен. Рідше ворітна вена формується шляхом зливання стовбурів 2 вен — селезінкової і верхньої брижової — при подібному варіанті нижня брижова вена впадає у селезінкову вену. У саму ворітну вену впадають вінцева вена шлунка (v. coronaria gastricae), пілорична вена (v. pylorica) і вена жовчного міхура (v. cystica). Ворітна вена є єдиною веною, що входить в орган, а не виходить з нього.
Притоки ворітної вени:
- верхня брижова вена.
- селезінкова вена.
- нижня брижова вена.
- шлункові вени.
- припупкові вени.